# Audenhain
Audenhain ist ein Ortsteil der Gemeinde Mockrehna im Landkreis Nordsachsen (Sachsen).

## Geografie

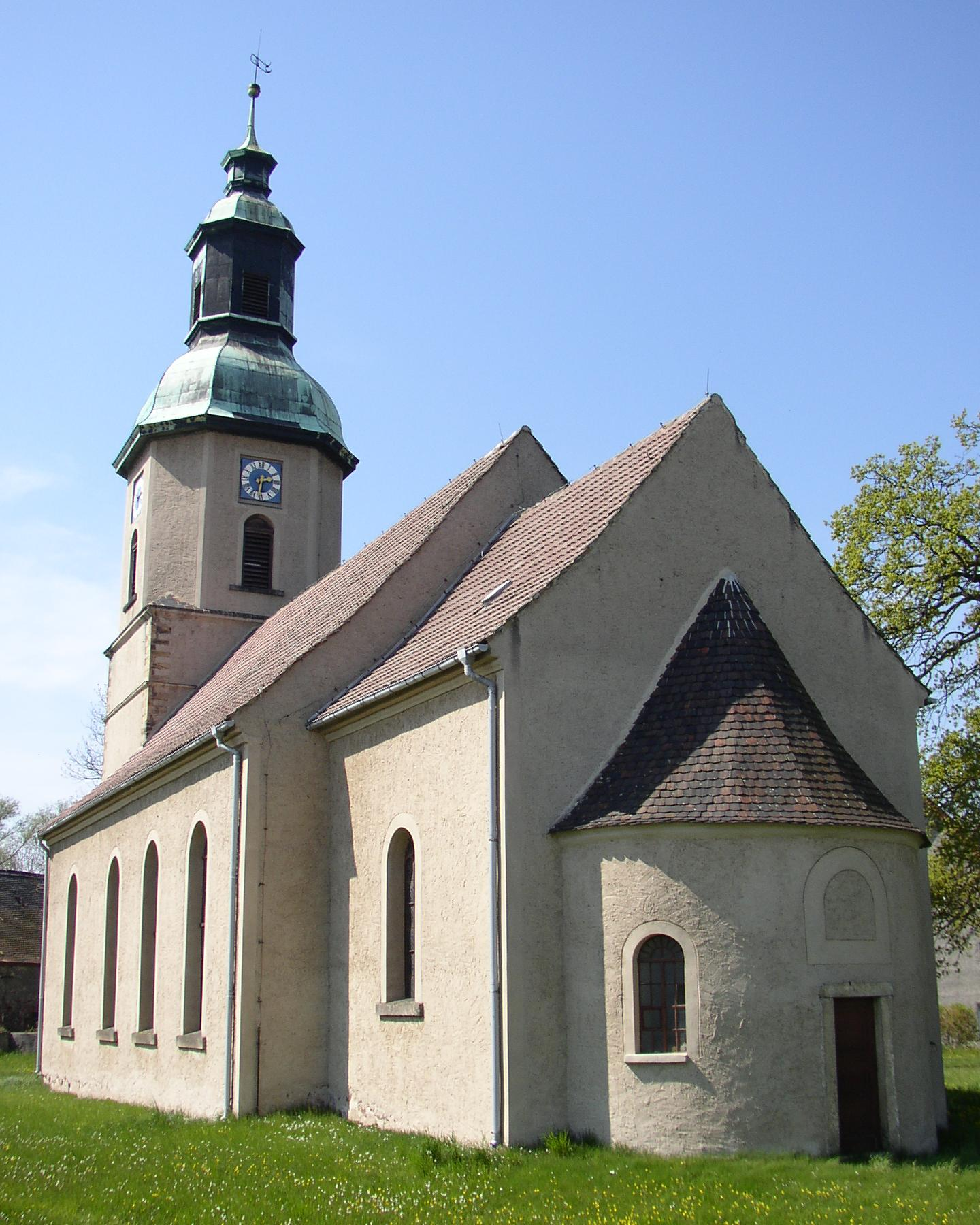
Spätromanische Saalkirche

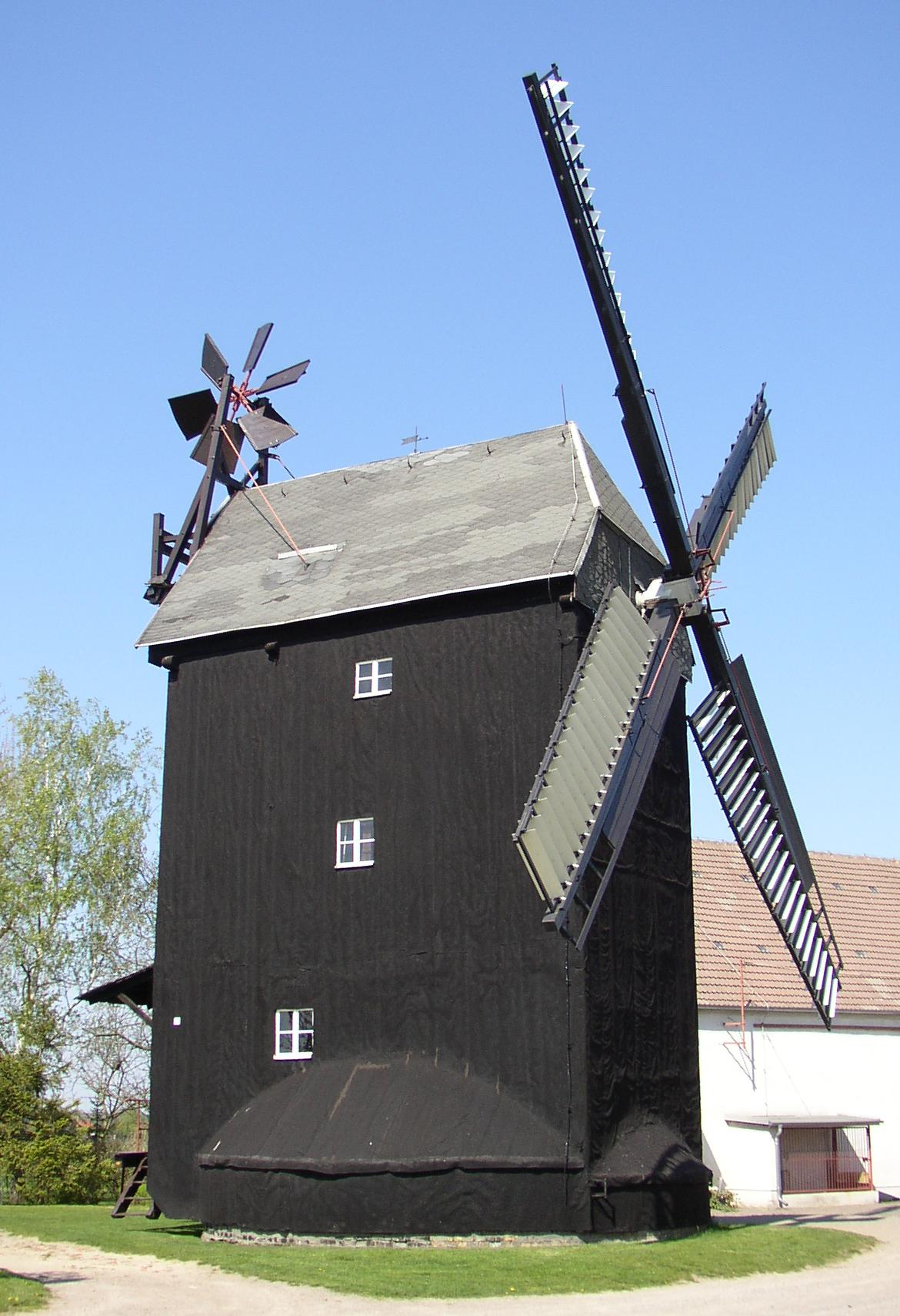
Paltrockwindmühle

Der Ort Audenhain liegt südöstlich des Hauptortes Mockrehna zwischen den Städten Eilenburg und Torgau an den Staatsstraßen 16 und 20. Nördlich des Ortes verlaufen die Bundesstraße 87 und die Bahnstrecke Halle–Cottbus. Jenseits der Bahnstrecke beginnt der Naturpark Dübener Heide.
Das Dorf gliedert sich in Oberaudenhain, Niederaudenhain und den Ortskern und ist mit einer Länge von etwa sieben Kilometern eines der längsten Dörfer in Sachsen. Durch den Ort fließt der Schwarze Graben, der von insgesamt 88 Brücken im Ort überspannt wird.

## Geschichte
Audenhain wurde 1314 erstmals urkundlich erwähnt. Am 20. Juli 1950 wurden die bisher selbständigen Gemeinden Ober- und Niederaudenhain zur neuen Gemeinde Audenhain zusammengeschlossen. Am 1. März 1994 wurden Klitzschen und Langenreichenbach nach Audenhain eingemeindet. Am 1. Januar 1999 wurde Audenhain mit vier weiteren Gemeinden in die Gemeinde Mockrehna eingegliedert.

## Sehenswürdigkeiten
Paltrockwindmühle: Die Audenhainer Windmühle wurde 1751 erstmals erwähnt und war ursprünglich eine Bockwindmühle. Erst 1938 wurde zur Paltrockwindmühle umgebaut und blieb bis 1996 in Betrieb. 1991/1993 wurde sie saniert und ist seitdem wieder mit Flügelbetrieb. Heute ist sie wegen der komplett erhaltenen Mahl- und Schrottechnik als Technisches Denkmal zu besichtigen. In der Mühlenstube finden regelmäßig Ausstellungen statt.
Weitere Sehenswürdigkeiten:
- St.-Marien-Kirche in Oberaudenhain[2]
- Spätromanische St.-Petri-Kirche in Niederaudenhain[2]
- Evangelisches Pfarramt, Lutherstätte[2]
- Heimatstube
- Feuerwehrmuseum

## Kultur
Audenhain verfügt über einen Heimat- und Kulturverein, der jährlich das Brückenfest organisiert, über einen Sportverein, einen Rassegeflügelzuchtverein, einen Schützenverein sowie über den Spielmannszug der Freiwilligen Feuerwehr. Außerdem hat Audenhain einen eigenen Jugendclub, welcher 2019 sein 25-jähriges Bestehen feierte.

## Persönlichkeiten
- Karl Weber (1923–2011), Maler und Grafiker